# Анвельт, Андрес
Андрес Анвельт (эст. Andres Anvelt; род. 30 сентября 1969) — эстонский политический деятель, с 23 ноября 2016 до 26 ноября 2018 года министр внутренних дел Эстонии.
С 26 марта 2014 года по 9 апреля 2016 года являлся министром юстиции Эстонии. Также он был министром сельского хозяйства с 26 марта по 6 апреля 2014 года.
Андрес Анвельт — бывший офицер полиции и директор полицейского колледжа в прошлом. Длительное время был руководителем Центральной криминальной полиции.
Анвельт — член Социал-демократической партии Эстонии и был председателем СДПЭ в Таллинском регионе с 2011 по 2014 года..
На Таллинских муниципальных выборах 2013 года выдвигал свою кандидатуру в мэры. В 2015 году выдвигал свою кандидатуру на парламентских выборах и был выбран 3558 голосами. После чего входил в XIII созыв Рийгикогу и был председателем социал-демократической фракции в парламенте.
Андерс Анвельт является внуком знаменитого эстонского коммуниста-революционера Яна Анвельта.